# Отношения Израиля и Сан-Томе и Принсипи
Отношения Израиля и Сан-Томе и Принсипи — настоящие и исторические международные дипломатические, политические, экономические, военные, культурные и прочие отношения между Государством Израиль и Демократической республикой Сан-Томе и Принсипи.

## История
До провозглашения независимости Сан-Томе и Принсипи была португальской колонией. В 1496 году в качестве наказания португальских евреев за неуплату налогов, король Мануэл I депортировал примерно 2000 еврейских детей в возрасте от 2 до 10 лет на острова Сан-Томе и Принсипи. Через год всего 600 человек из них остались вживых. 12 июля 1995 года в 20-й день независимости Сан-Томе и Принсипи состоялась международная конференция, посвященная памяти португальских еврейских детей, привезённых на острова в XV веке.
Дипломатические отношения между двумя странами были установлены в ноябре 1993 года. Израиль представлен в Сан-Томе и Принсипи нерезидентным послом, который работает в Луанде (Ангола).
В ноябре 2012 года Сан-Томе и Принсипи голосовали в поддержку резолюции Генассамблеи ООН № 67/19, повышающей статус палестинской делегации в ООН до «не-члена наблюдателя».
В марте 2018 года израильские министерство просвещения и министерство по связям с диаспорами подготовило отчёт, в котором, помимо прочего, указывалось, что в Сан-Томе и Принсипи существует этническая группа, не имеющая «кровного» отношения к евреям, но члены которой считают себя потомками евреев и соблюдают традиции.

## Сотрудничество

### Экономика и торговля
Экспорт израильских товаров в Сан-Томе и Принсипи в 2017 году составил $1000, а через год увеличился в 88 раз. Основным статьями экспорта являются продукты химической промышленности, бойлеры и станки.
Импорт товаров в Израиль из Сан-Томе и Принсипи нерегулярный. В 2013 году он составил $30 000, а в 2018 году — $90 000 (продукты химической промышленности).